# 琴容式
琴 容式（朝鮮語: 금용식）は、高麗の文官であり、朝鮮氏族の奉化琴氏の始祖である。
高麗時代に三韓壁上功臣・太師を務めた。中国殷の政治家・箕子が朝鮮を征服した時に箕子と共に箕子朝鮮を建国した琴應の子孫である。